# EXPAL BIN-100
EXPAL BIN-100 – hiszpańska bomba zapalająca wagomiaru 100 kg. Ładunek zapalający bomby to napalm, mieszanina kerozyny, benzyny i zagęszczacza. Korpus bomby wykonany jest z tłoczonej blachy aluminiowej. Bomba nie posiada stateczników. BIN-100 jest przenoszona przez samoloty VA-1 Matador, EAV-8B Harrier II, F-5 Freedom Fighter, Mirage F1 i EF-18 Hornet.